# 大和三山
大和三山（やまとさんざん）は、奈良県（旧・大和国）の奈良盆地南部、飛鳥周辺（橿原市）にそびえる3体の山々の総称。1967年（昭和42年）12月15日、歴史的風土保存区域に指定、各山も歴史的風土特別保存地区に指定、2005年（平成17年）7月14日、国の名勝に指定された。
2007年（平成19年）1月、世界遺産の暫定リスト「飛鳥・藤原の宮都とその関連資産群」の1つとして登録された。

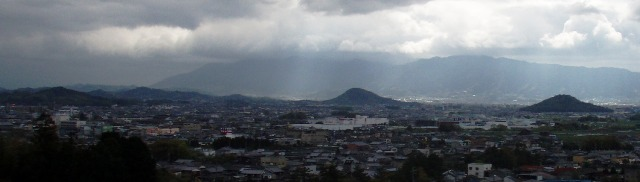
大美和の杜展望台より

## 三山の構成と藤原京
飛鳥時代の持統天皇の頃には三山周辺に大規模な条坊制を取り入れた藤原京が整備され、三山に囲まれた中心部に大極殿などの宮城が置かれていた。

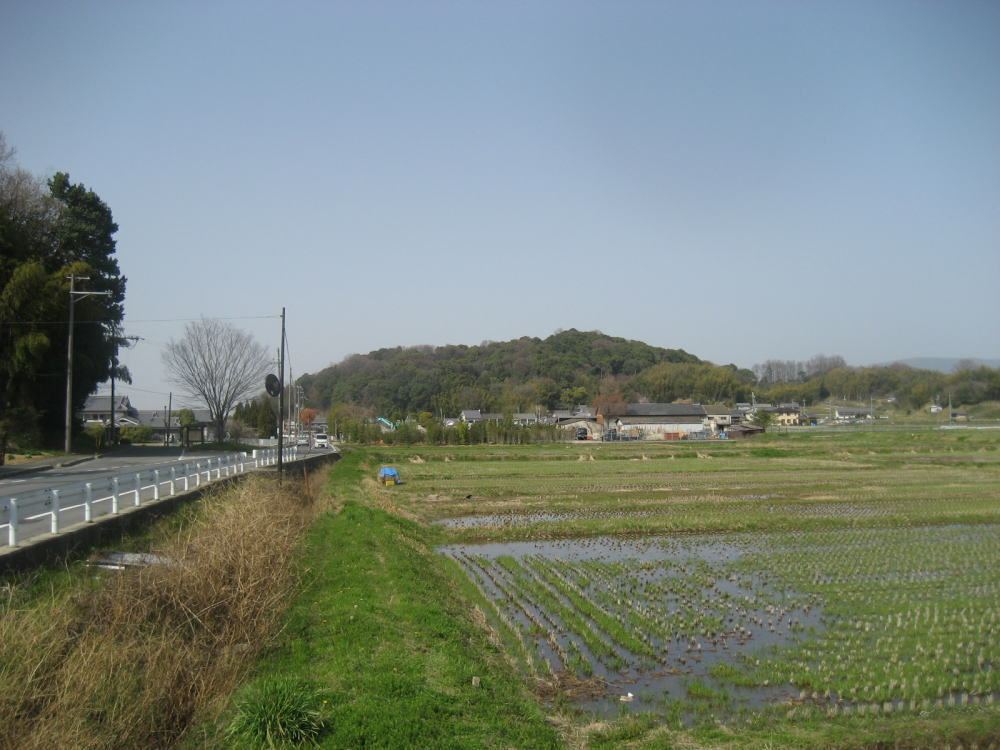
天香久山（あまのかぐやま、あめのかぐやま、152m）

藤原京と大和三山の位置関係
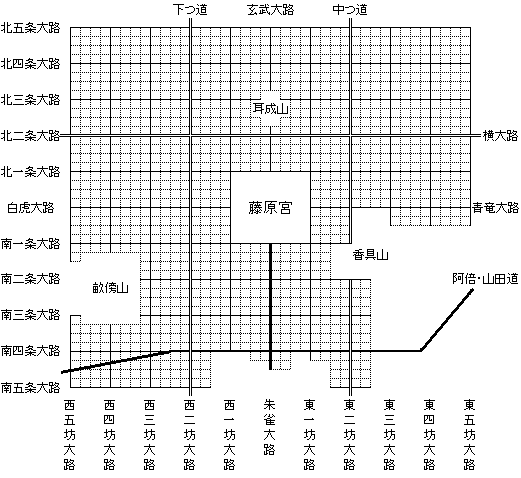
藤原京条坊
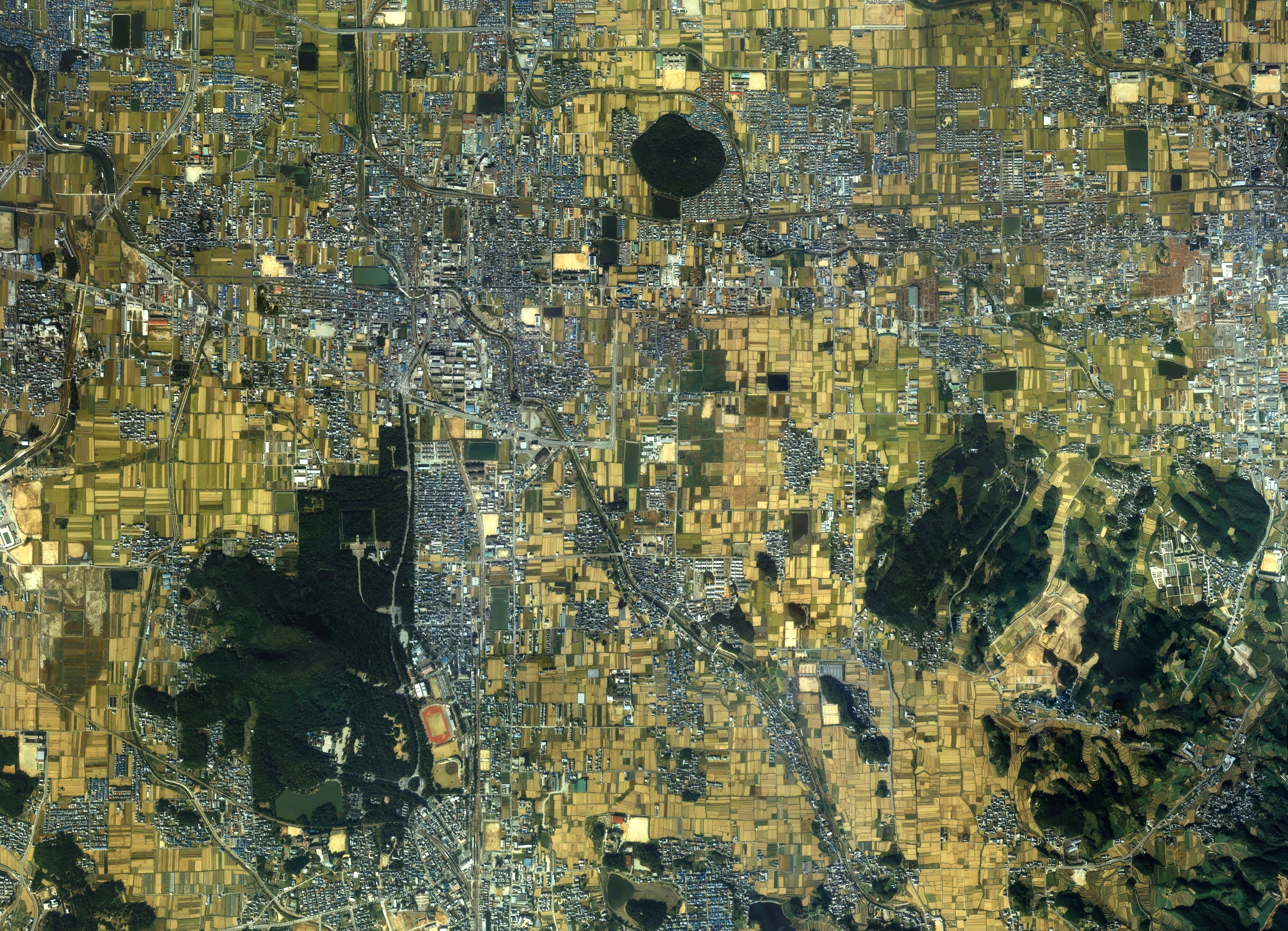
大和三山周辺の空中写真(1985年撮影)。 藤原京(画像中央)、耳成山(画像中央上部)、天香久山(画像中央右側やや下)、畝傍山(画像左下)。 。

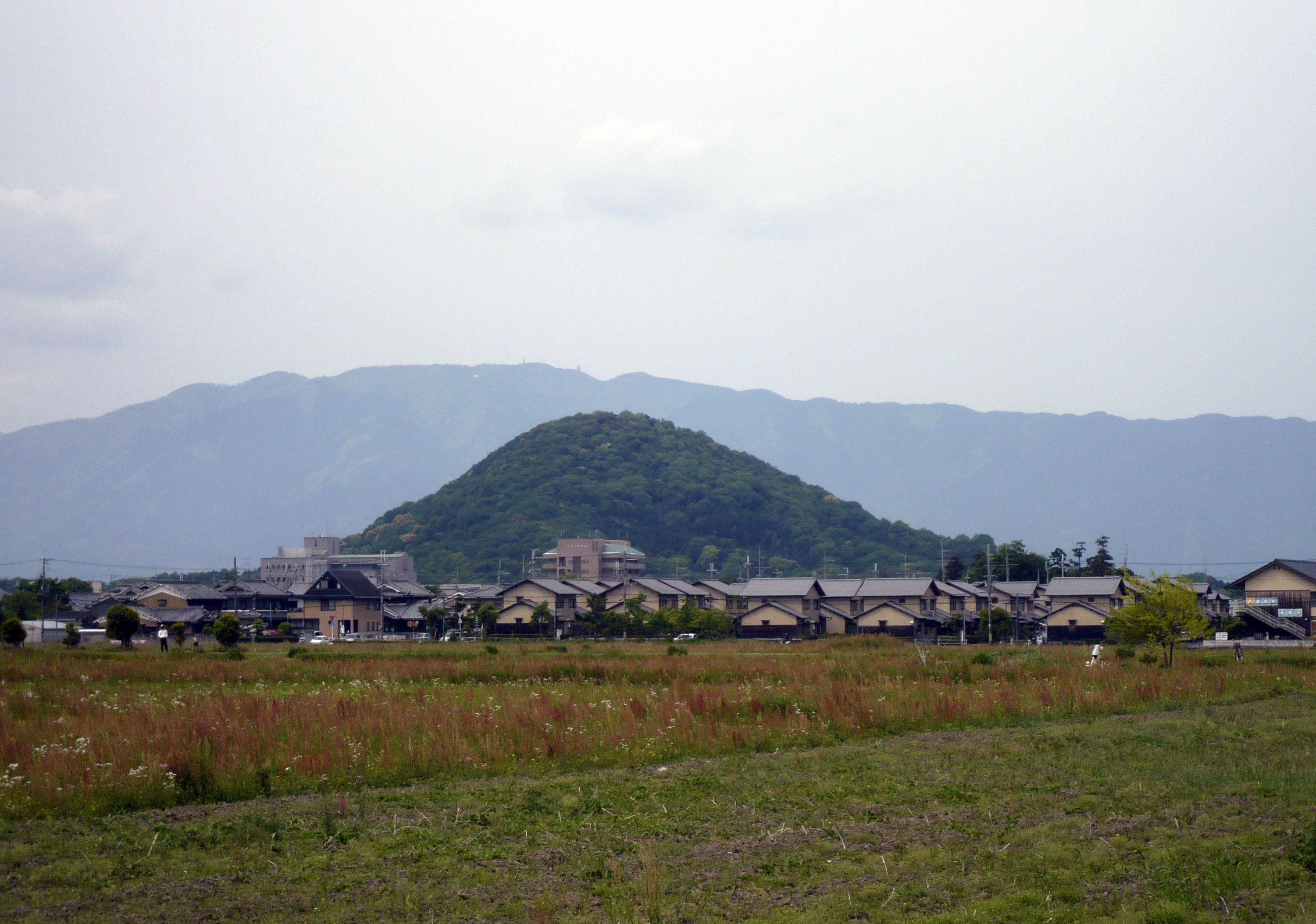
畝傍山（うねびやま、199m）
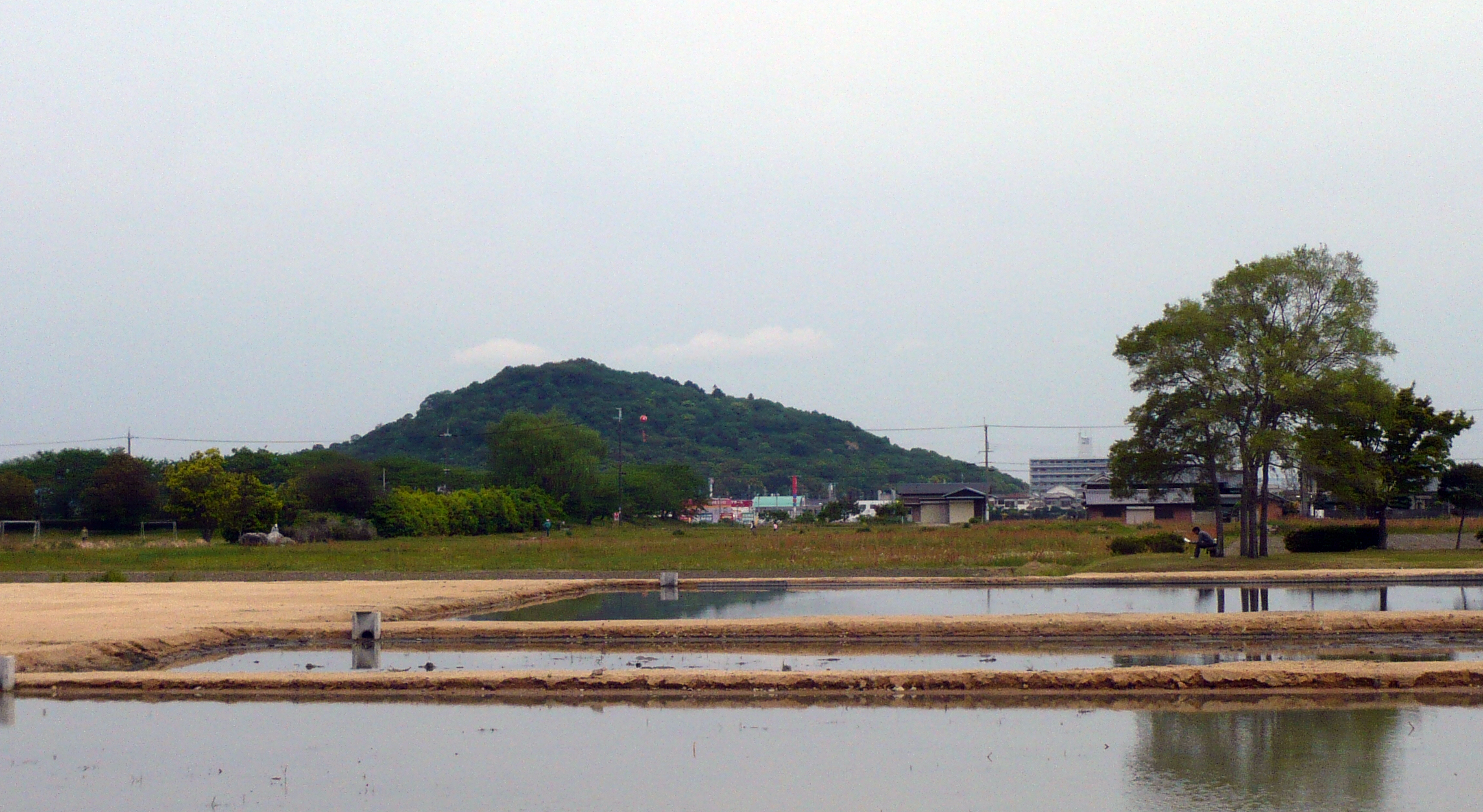
耳成山（みみなしやま、140m）

| - 天香久山 - 畝傍山 - 耳成山 |

| - 藤原京と大和三山の位置関係 - 藤原京条坊 - 大和三山周辺の空中写真(1985年撮影)。 藤原京(画像中央)、耳成山(画像中央上部)、天香久山(画像中央右側やや下)、畝傍山(画像左下)。 国土交通省 国土地理院 地図・空中写真閲覧サービスの空中写真を基に作成。 |

## 歌に登場する三山
万葉集では「香具山は　畝火（うねび）ををしと　耳成（みみなし）と　相あらそひき　神代より　かくにあるらし　古昔（いにしへ）も　然（しか）にあれこそ　うつせみも　嬬（つま）をあらそふらしき」（中大兄皇子、巻1-13）と歌われている。大和三山（の神）が神代に恋争いをしたという歌である。この歌の「畝火ををし」を「畝火雄々し」と解釈し畝傍山の神は男神であるという説と、「畝火を愛し」と解釈して畝傍山は女神であるという説とがある。この歌は、中大兄皇子と弟の大海人皇子の額田王をめぐっての恋争いを大和三山に託したものという説もある。
鉄道唱歌第5集の37番では「桜井いでてわが汽車は　畝傍（うねび）耳無（みみなし）香山（かぐやま）の　鼎（かなえ）に似たる三山（みつやま）を　前後に見つゝ今ぞゆく」と桜井線（万葉まほろば線）の車窓から見える大和三山を歌っている。